# (100000) Astronautica
(100000) Astronautica – planetoida z wewnętrznej części pasa głównego asteroid okrążająca Słońce w ciągu 2 lat i 230 dni w średniej odległości 1,90 j.a. Została odkryta 28 września 1982 roku w Obserwatorium Palomar przez Jamesa Gibsona. Nazwa planetoidy została nadana w 2007 roku z okazji 50. rocznicy rozpoczęcia ery kosmicznej startem pierwszego sztucznego satelity Sputnik 1 (liczba 100000 to umowna granica 100 000 m, od których zaczyna się przestrzeń kosmiczna). Przed nadaniem oficjalnej nazwy planetoida nosiła oznaczenie tymczasowe (100000) 1982 SH1.